# نام هنری

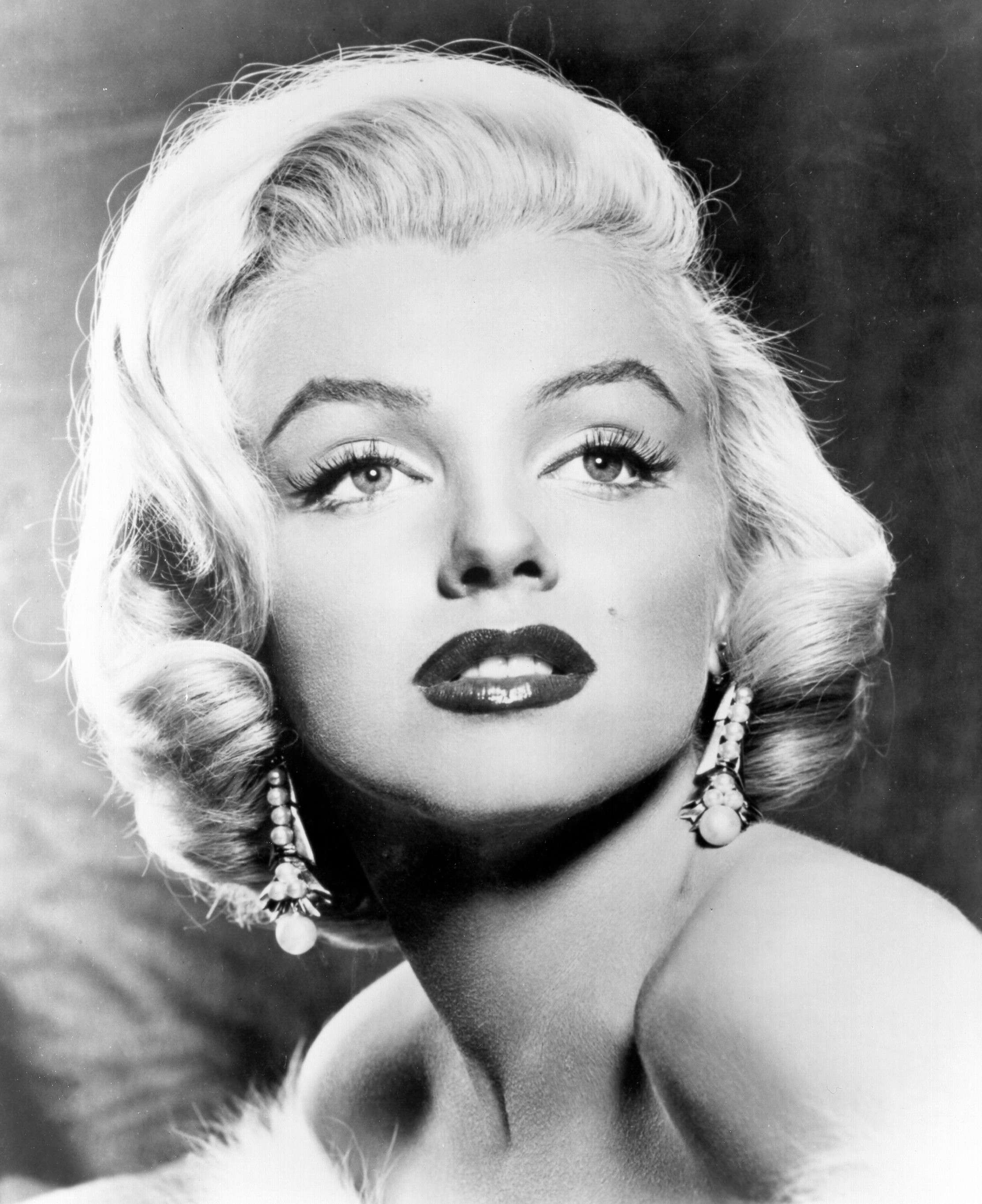
مرلین مونرو (زاده شده با نام نورما جین مورتنسون) نام هنری خود را از ترکیب نام میانی مادرش و نام کوچک مریلین میلر ستارهٔ برادوی ایجاد کرد.

نام هنری (به انگلیسی: Stage name) یک نام مستعار است که توسط هنرمندان یا سرگرمی سازان از جمله، بازیگران، کمدین‌ها، خوانندگان و نوازندگان استفاده می‌شود. این نام‌های مستعار به دلایل مختلفی به کار گرفته می‌شوند و ممکن است مشابه با نام تولد یک فرد باشند. در بعضی از موارد افراد نام هنری خود را به عنوان یک نام قانونی انتخاب می‌کنند.

## برخی از نام‌های هنری
- ویتامین سی: کلین آن فیزپاتریک
- هالزی: اشلی نیکولت فرانجیپانی
- عمو پورنگ: داریوش فرضیایی
- آویچی: تیم برگلینگ
- اینا: النا الکساندرا آپوستولیانو
- هایده: معصومه دده‌بالا
- مهستی: افتخار دده‌بالا
- حمیرا: پروانه امیرافشاری
- کریس انجل: کریستفر نیکولاس سارانتاکوس
- امینم: مارشال بروس مدرز سوم
- اسلش: سائول هادسون
- یاس: یاسر بختیاری
- هیچ‌کس: سروش لشکری
- حصین: حسین رحمتی
- امیر تتلو: امیرحسین مقصودلو
- رضا پیشرو: محمدرضا ناصری آزاد
- مهراد هیدن: مهراد مستوفی راد
- مریلین منسون: برایان هیو وارنر
- لیدی گاگا: استفانی جوآن انجلینا جرمنوتا
- مریلین مونرو: نورما جین مورتنسون
- بد بانی: بنیتو آنتونیو مارتینز اکاسیو
- پیت‌بول: آرماندو کریستین پرز
- پینک: آلیسیا مور
- دوجا کت: امالا راتنا زندیل دلامینی
- لانا دل ری: الیزابت وولریج گرنت
- لرد: الا یلیچ-اوکانر
- نیکی میناژ: اونیکا تانیا ماراژ
- برونو مارس: پیتر گنه هرناندز
- جانی ناکسویل: فیلیپ جان کلپ
- جی-ایزی: جرالد ارل گیلوم
- کاردی بی: بلکالیس مارلنیس آلمانذار
- کیتی پری: کاترین الیزابت هادسون
- گوگوش: فائقه آتشین
- سندی: شهرام آذر
- داکتر دره: اندره رومله یانگ
- د ویکند: ایبل مکنن تسفی
- ایزی-ئی: اریک رایت
- مالوما: خوان لوئیس لندونیو آریاس
- توپاک: توپاک آمارو شکور
- سامان ویلسون: سامان رضاپور

## نگارخانه

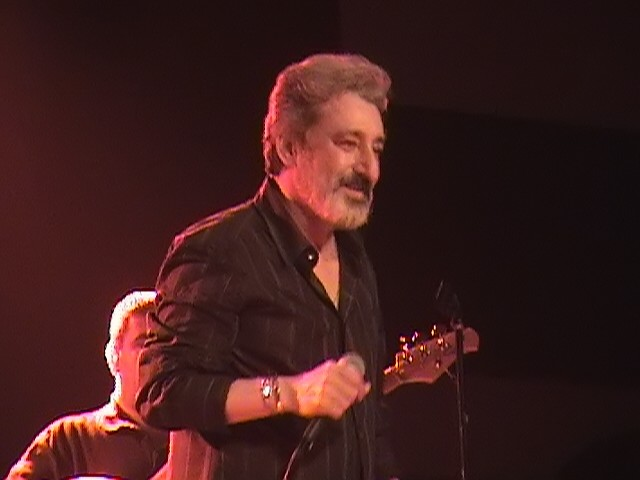
ابی
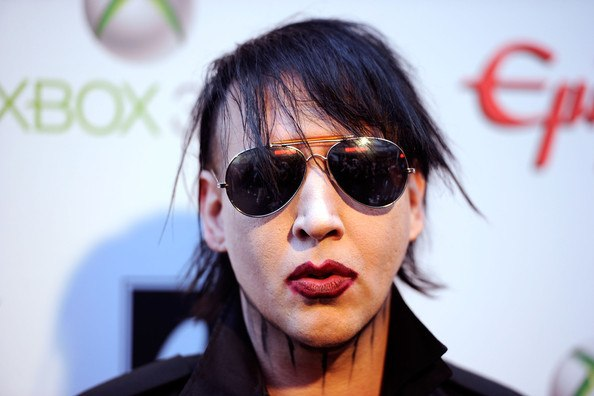
مرلین منسون
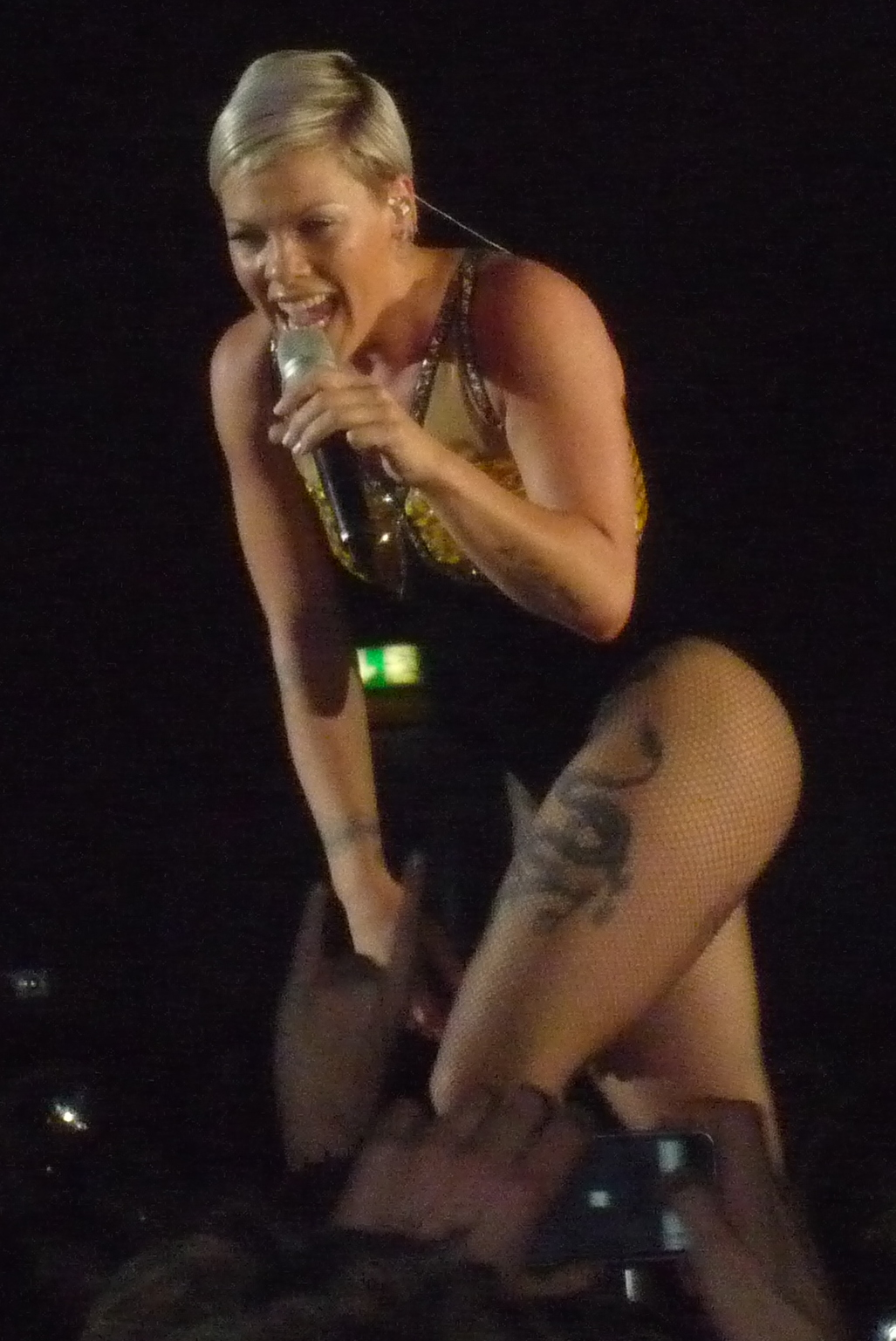
پینک
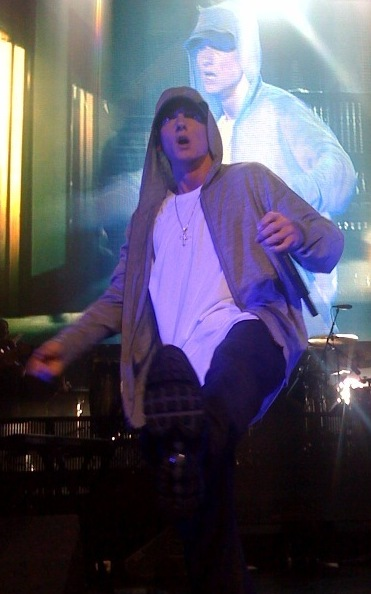
امینم
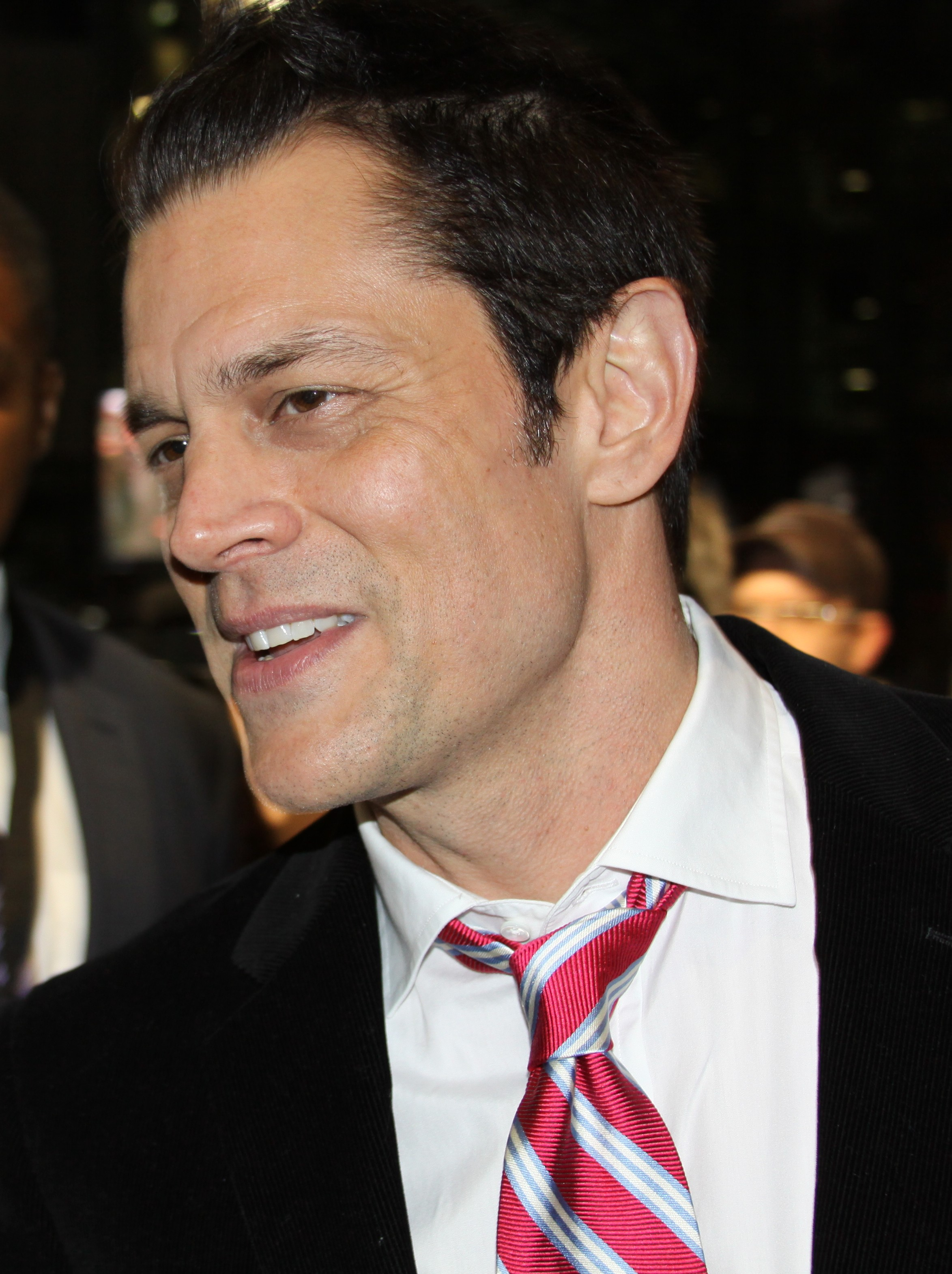
جانی ناکسویل